# プリニオ・マルコーニ
プリニオ・マルコーニ（Plinio Marconi、1893年10月 - 1974年6月）はイタリアのエンジニアや都市計画家。ヴェローナ生まれ。

## 人物
彼は第一次世界大戦で1910年に砲兵隊中尉として召集されたときまでトリノ工科大学を、建築と土木のコースに在籍。終戦後ローマに移りすんで、兄弟とともに地元ローマの建築工科学校の土木課程を優等で卒業。13年間はローマ県で公共住宅建設計画技術局にて建設の実務を経験した。
その間の1920年に、グスタボ・ジョバンノーニに呼出され、エンジニア アプリケーション ファクトリー要素の専門学校で助教を1943年まで務めている。1927年からは建築雑誌の編集にもかかわる。
影響力のある人物であるガンガ ・ ピアチェンティーニのもとでの1920年代のローマの文化的な環境において、Garbatella (いくつかの建物の設計のためローマ住宅協会で専門的な活動を開始、1920-1926)、グスタボ・ジョバンノーニとマルチェロ・ ピアチェンティーニらでポルトゥエンセのマスタープラン (1927-1928年) が起草されていた。
当時、ローマのガルバテッラなどは建築言語の参照先となっており、旧市街とローマの伝統を明示的に言及する擬態を実施した「バロック様式」など、歴史と人気の高いローマを特徴づける吸収言語を経験。少なくともジョバンノーニから家庭に尊厳を与え、社会住宅研究所によって言語理解により控えめで促進された高密度住宅に尊厳を与えることこそが迅速採用となっていた。30年代には、マイナーアーキテクチャーに関心を持ち始め、後にIcpプロジェクトとして詳しく述べられた詳細なスケッチをのこした。
特に、マルコーニはジョバンノーニの影響下で、古代の中心部の保存、都市の環境として意図した1929年のマスタープランの最初の国立展示組織に参加する。
1933年には都市計画で大学院を形成。マルコーニは都市が採用した選択のアイデアを成熟。マルコーニの都市計画はすべての審美主義を取り除き、確かな根拠に基づいた技術的な問題でなければならなかった。感度と技法は、一緒に理解されなければならず、正しい計画に含まれるすべての価値を理解する必要があった。
1934年に学術方面のキャリアを開始。
戦時下では、ヴェローナ（1932）、ピストイア（1935）、アプリリア（1936）、ボローニャ（1938）といったゾーニングのための数多くのコンぺに参加。
マルコーニにとって、規制計画の設計方法を試す機会であった。これはグラフィック製品、その提案をサポートできる分析装置に注意深く関心を持っているからである。
デザインコミュニティの仕様内の知識は疎通の基本的な手段であり、このためには、明快さと即座の理解の要件に対応する必要があったが、「多くの地方自治体の技術的オフィスの無関心な都市主義に対して」規律に信頼性を与える方法でもあった。計画は、マルコーニが町の計画を行う"場所"のためのものであるが、彼の計画には必ず刻印があって、銘板は自分で用意し、認識可能で再現性のある「形」を与えている。
1937年と1938年にかけて、アッピア街道と経由アルデアティーナとの間の領域に1つずつ、アッピアアンティカのため二つの詳細な計画を処理。また、アディスアベバのために2つのフロアを草案。1939年から1944年まで国立都市計画協会INUの委員会第一部会のメンバーで書記を務めた。1941年にはINUにて都市計画規制および建築規制の研究委員会、1942年に公共事業省の新しい計画法研究委員会法案起草メンバーに連なる。
戦後、戦災復興計画の委員会メンバーになり、リミニとボローニャの復興計画者に任命された。その瞬間から精力的に専門的な活動を開始：ヴェローナ（1946年 - 1951年）、ヴァルダーニョ（1958年 - 1953年の）、ボローニャ（1952年の - 1955年）、ヴィチェンツァ（1954年 - 1955年）、カタンザーロ（1954年 - 1958年）、サレルノ（1956年 - 1957年）、Recoaroテルメ（1959）、ニカストロ（1960年 - 1965年）、トレント（1962年 - 1964年）、ブリンディジ（1962年 - 1965年）、プラト（1963 - 1966年）等。
チュニス企画 20行政区半島のボン岬 (1966 年) 政府にも勤める。重要な社会的な住宅地区INA-CASAのフォルテデイマルミでヴェローナ (1949 年)、サン・ラッザロ・ディ・サーヴェナのコレッジョ (1956 年) でフォルリ (1954 年)、ピサ (1951 年)、サレルノ、ローマ、ローマ＝トーレ・Spaccata (1958 年)にかかわる。
場合によってはマルコーニは、以前に精緻化された計画のための変種の準備に専念している。それは都市主義者の注意を都市生物の未来と意思決定環境の変化にシフトする意識的な操作であり、柔軟性と管理容易性の問題を強調している。
社会的、経済的、政治的な構造の不安定さ、技術的手段の急速な発展のために、街の未来を一度に設計することはできないとした。
マルコーニは都市のダイナミクスに対する積極的な姿勢を持ち、継続的な計画立案を成熟させ、変容を積極的かつ「生理的」と考える傾向があった。
マルコーニの手続きには、言葉、図、数値指標を使って、建築のタイプを作成するための正確な指示が含まれている。アーバンプランナーは、個々のケースで採用されるソリューションを提供。マルコーニは、有限で定量化可能なフィールド内で可能な介入の多様性を取り戻し、それを管理可能にし、変数（建物の密度など）を修正していく。
1950年からローマ大学の建築学部で都市計画の教授の椅子を得るが、マーセロ・ピアセンティーニからの継承である。マルコーニにとっては専門の実践と理論の間に密接なつながりを見出した。
1963年から68年までローマの交響詩と呼ばれる学生反乱によって特徴づけられる2つの時期に建築学部の学部長に就任。その職の間にローマにルイージ・ピッチナート、ブルーノ・ゼヴィ、ルドヴィコ・クアローニらが教員に呼ばれている。その間にはラッツィオ県やローマ市の都市計画委員会委員、国の都市計画委員会委員、INU執行委員などを経験し、1967年には都市計画法改正に関する公共事業省の委員会委員となっている。
マルコーニは同世代のルイージ・ピッチナート同様の仕事を担い、1930年代にはコンペ形式の都市計画を模索、1940年代前半は研究、戦後は復興計画策定と小規模の都市の法定都市基本計画の作成期をへて、1952年にボローニャ市の法定都市基本計画に携わるが、同市はエミリア・ロマーニャ州の州都として人口増加が戦前から激しかった都市のひとつとして知られ、マルコーニが最初にボローニャのマスタープランを描いたのは1938年のコンペを通じてであることが知られる。そこでは都市の骨格となる道路体系が地域スケールで描かれ、歴史地区周辺の住宅地の建築形成規則の類型化によって、前述のピッチナートが描いたナポリの形態姿勢よりも綿密に地区のビジョンを提案していることが特徴として挙げられる。公共住宅と民間住宅の2種類を密度によって3地区に分け、公害の建築と歴史地区内の再開発について前面道路幅員を含む建物感覚と前面高さの比率や建物の最高高さや最低階高、最高階数や最小建蔽率、建物境界距離から配置の型などが細かく設定されている。戦後にマルコーニがこうしたアイデアを最初に適用させたのは故郷のヴェローナ市のプラン（1946年から1952年）でみられる。そこで描かれたテーマは前述のコンペ案と同様に将来の交通機能計画図や建築形態規制による都市のボリュームのデザインであった。
その後も多くのマスタープランの作成に当たり、1966年にチュニジアでの技術協力として20都市におよぶマスタープラン作成にいたる。